# La Malbaie
La Malbaie es una ciudad de la provincia de Quebec, Canadá. Está ubicada en el condado regional de Charlevoix-Est y a su vez, en la región administrativa de la Capitale-Nationale. Hace parte de las circunscripciones electorales de Charlevoix a nivel provincial y de Charlevoix−Montmorency a nivel federal.

## Geografía
La Malbaie se encuentra ubicada en las coordenadas 47°39′00″N 70°09′00″O / 47.65000, -70.15000. Según Statistics Canada, tiene una superficie total de 459,34 km² y es una de las 1135 municipalidades en las que está dividido administrativamente el territorio de la provincia de Quebec.

## Demografía
Según el censo de 2011, había 8862 personas residiendo en esta ciudad con una densidad poblacional de 19,3 hab./km². Los datos del censo mostraron que de las 8959 personas censadas en 2006, en 2011 hubo una disminución poblacional de 97 habitantes (-1,1%). El número total de inmuebles particulares resultó de 4455 con una densidad de 9,7 inmuebles por km². El número total de viviendas particulares que se encontraban ocupadas por residentes habituales fue de 3886.

## Fairmont Le Manoir Richelieu

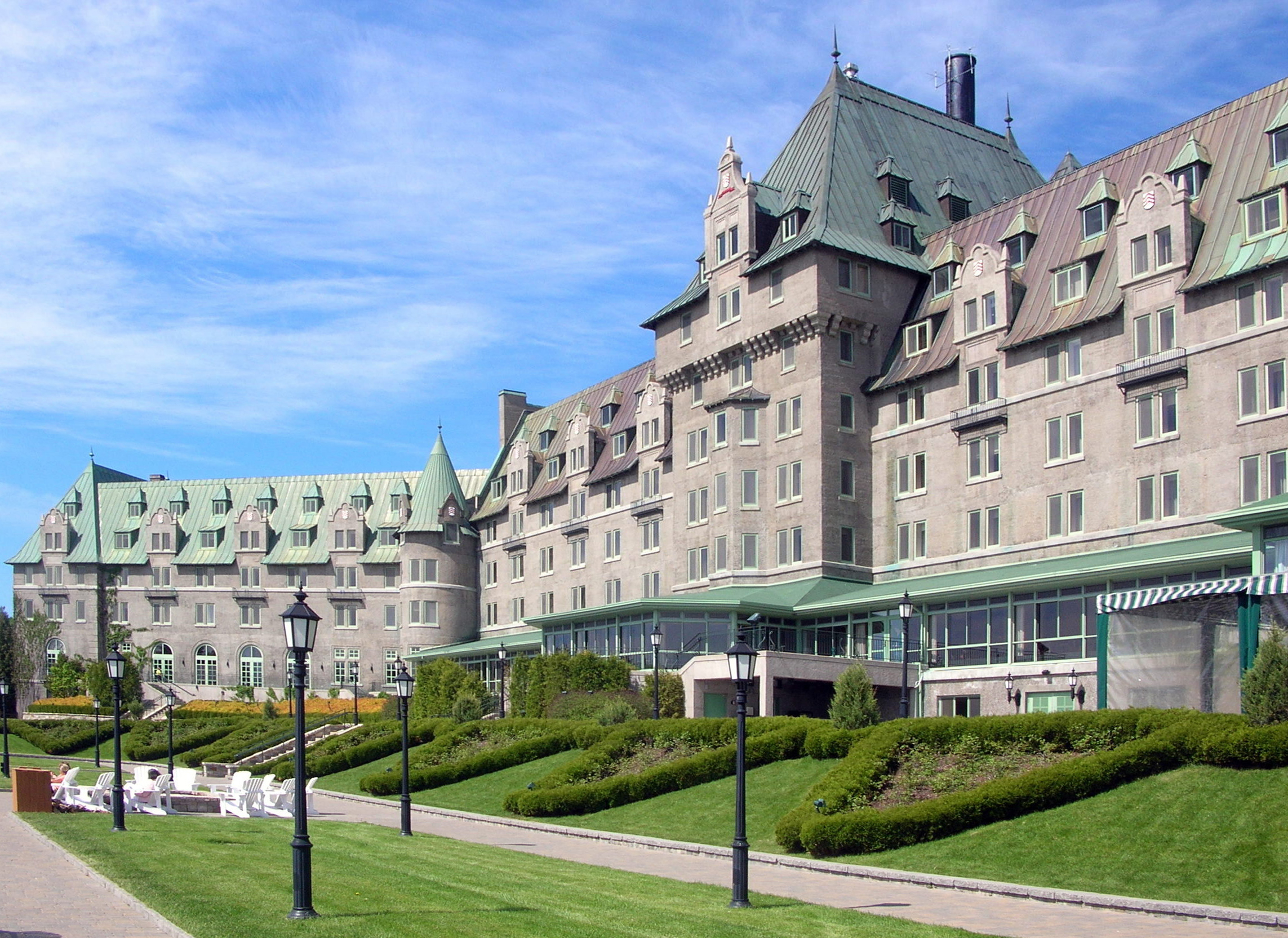
Fairmont Le Manoir Richelieu

El Manoir Richelieu es un hotel con el estandarte de Fairmont Hotels and Resorts. Originalmente construido en 1899, el edificio actual se completó en 1929 para reemplazar el primer edificio destruido por un incendio. 
El edificio fue adquirido por Fairmont en 1998 y reabrió bajo la bandera actual en 1999. El hotel organiza la 44.ª Cumbre del G7 los días 8 y 9 de junio de 2018.